# Seznam francoskih pisateljev
Seznam francoskih pisateljev.

## A
Edmond François Valentin About - Juliette Adam - Olivier Adam - Marie d'Agoult - Charlotte Aïssé - Alain-Fournier - Pierre Alféri - Jacques Amyot - Joseph Andras - Claude Anet - Jean-Baptiste Andrea - Paul Arène - Marcel Arland - Claude Arnaud - Georges Arnaud - Paul-Alexandre Arnoux - Gabriel Arout - Pierre Assouline - Georges Athénas - Marie-Catherine d'Aulnoy (Madame d'Aulnoy) - Claude Aveline - Marcel Aymé -

## B
Honoré de Balzac - Jean-Louis Guez de Balzac - François-Marie Banier - Muriel Barbery - Henri Barbusse - Maurice Bardèche - Maurice Barrès - René Bazin - Louis-René Bazin - Pierre Beaumarchais - Simone de Beauvoir - François Bégaudeau - Frédéric Beigbeder - Pierre Bellemare - Maud de Belleroche - Clement Bénech - Paul Bénichou - Michel Benoit - Pierre Benoit - Georges Bernanos - Tristan Bernard - Cyrano de Bergerac - Georges Bernanos - Michèle Bernstein - Louis Bertrand - Philippe Besson - François Billetdoux - André Birabeau - Alexandre Bisson - Michel Blanc - Maurice Blanchot - Jean-Richard Bloch - Léon Bloy - José-Louis Bocquet - Étienne de La Boétie - François Bon - Miguel Bonnefoy - Jean-Pierre Bonnel? - Jean-Louis Bory - Henri Bosco - Pierre Bost - Alphonse Boudard - Daniel Boulanger - Pierre Boulle - Paul Bourget - Nicolas Bouyssi - Charles-Étienne Brasseur de Bourbourg - Pascal Bruckner - Jean Bruller (=Vercors) - Marion Brunet - Ferdinand Brunetière - Jean de la Bruyère - Michel Butor -

## C
Albert Camus - Jean-Pierre Camus - Marie Cardinal - Emmanuel Carrère - Jean-Claude Carrière - Jean Cassou - Jean Cau - Jean Cayrol -  René de Ceccatty - Louis-Ferdinand Céline - Blaise Cendrars - Sorj Chalandon - Jacques Chardonne (Jacques Boutelleau) - Henri Charrière - François-René de Chateaubriand - Noëlle Châtelet - Andrée Chedid - Victor Cherbuliez - Gabriel Chevallier - Éric Chevillard - Maurice Clavel - Jean-Marie Le Clézio - Jean Cocteau - Annie Cohen-Solal - Sidonie-Gabrielle Colette - Lætitia Colombani - Romain Coolus - François Coppée - Georges Courteline (Georges Victor Marcel Moinaux) - Teresa Cremisi - René Crevel - Jean-Louis Curtis (Albert Laffitte) - Catherine Cusset -

## D
Eugène Dabit - Alain Damasio - Pierre Daninos - Maurice G. Dantec - Alphonse Daudet - Léon Daudet - Constance Debré - François Debré - Didier Decoin - Maurice Dekobra - Jean-Baptiste Del Amo - Jean-François Deniau - Vivant Denon - Michel Déon - Anne Desclos - François-Henri Désérable - Virginie Despentes - Patrick Deville - Henri Didon - David Diop - Philippe Djian - Claude Joseph Dorat - Roland Dorgelès - Jean-Baptiste Dureau de la Malle - Arthur Dreyfus - Maurice Druon - Jean-Paul Dubois - Jean-Baptiste Dubos - Georges Duhamel - Marcel Duchamp - Alexandre Dumas starejši (&ml.) - Marguerite Duras - Benoît Duteurtre

## E
Mathias Énard - Ninon de l'Enclos - Jean Epstein - Didier Eribon - Annie Ernaux - Luc Estang -

## F
Frantz Fanon - Léon-Paul Fargue - Guillaume Faye - Madame de La Fayette - François Fénelon - Jérôme Ferrari - Georges Feydeau -  Gustave Flaubert - Esprit Fléchier - David Foenkinos - Raoul Follereau - Jean de La Fontaine - Bernard de Bovier de Fontenelle - Louis-René des Forêts - Dominique Fourcade - Anatole France - Bernard Frank - Henri-Alban Fournier (Alain-Fournier) - Jean Freustié (Jean Pierre Teurlay) - Jean Froissart - André Frossard

## G
Max Gallo - Roger Martin du Gard - Romain Gary - Pierre Gascar - Théophile Gautier - Robert Gélis - Jean Genet - André Gide - Jean Giono - José Giovanni (Joseph Damiani) - Jean Giraudoux - Jean-Pierre Giraudoux - Arthur de Gobineau - Edmond de Goncourt - Jules de Goncourt - Diane Gontier - Anne Goscinny - René Goscinny - Remy de Gourmont - Julien Gracq (1910-2007) - Iegor Gran - Felix Gras - Julien Green (1900-98) - Marie-Josèphe Guers - Olivier Guez -

## H
Jean-Edern Hallier - Ernest Hello - Claude Adrien Helvétius - Louis Hémon - Léon Hennique - Michel Henry - Michel Houellebecq - Victor Hugo - Joris-Karl Huysmans -

## I
Roger Ikor - Auguste Villiers de l'Isle-Adam - Panait Istrati (romun.-fr.)

## J
Max Jacob - Christian Jacq - Jules Janin - Alexandre Jardin -  Alfred Jarry - Henri Jeanson - Christian Jolibois -  Alejandro Jodorowsky - Camille Jordan (1771-1821) - Gaëlle Josse - Joseph Joubert - Marcel Jouhandeau - Pierre Jourde

## K
Gustave Kahn - Jean-Baptiste Alphonse Karr - Maylis de Kérangal - Joseph Kessel - Pierre Klossowski - Thadée Klossowski de Rola - Charles Paul de Kock - Bernard-Marie Koltès - Milan Kundera (češko-fr.)

## L
Pierre Choderlos de Laclos - Madame de La Fayette - Lola Lafon - Hugues-Félicité Robert de Lamennais - Pierre La Mure - Dominique Lapierre - Gilles Lapouge - Consuelo Castillo de Sánchez Latour - Jacques Laurent - Paul Léautaud - Michel Le Bris - Jean-Marie Gustave Le Clézio - Michel Leiris - Claude Lelouch - Pierre Lemaitre - Marie Lenéru - Gaston Leroux - Emmanuel Le Roy Ladurie - Claude Leroy - Alain René Lesage - Hervé Le Tellier - Stéphen Liégeard - Jean Lorrain - Pierre Loti - Claude Louis-Combet - Édouard Louis - Pierre Louÿs -

## M
Amin Maalouf -  Joseph de Maistre - Andreï Makine (Rus) -  Hector Malot - André Malraux - Jean-Patrick Manchette - René Maran - Pierre de Marivaux - Chris Marker - Jean-François Marmontel - Nicolas Mathieu - Guy de Maupassant - François Mauriac - André Maurois - Louis-Sébastien Mercier - Prosper Mérimée - Robert Merle - Richard Millet -  Octave Mirbeau - Jean Mistler - Patrick Modiano - Yann Moix - Molière - Michel Eyquem de Montaigne - Charles de Montesquieu - Étienne de Montety - Henry de Montherlant - Paul Morand - Jean Moréas - Richard Morgiève - Henri Murger - Musidora - Alfred de Musset - Guillaume Musso -

## N
Marguerite de Navarre - Pierre Naville - Marie NDiaye - Irène Némirovsky - Gérard de Nerval - Guillaume Nicloux - François de Nion - Paul Nizan - Anna de Noailles - Charles Nodier - Christel Noir - Louis Noir - Henri Nouveau -

## O
Michel Ocelot - Georges Ohnet - Claude Ollier - Véronique Olmi - Pierre Mac Orlan - Jean d'Ormesson - Érik Orsenna (pr.i. Érik Arnoult) - Gérard Oury -

## P
Martin Page - Marcel Pagnol - Daniel Pennac - Georges Perec - Charles Perrault - Jean Piat - Robert Pinget - Évelyne Pisier - Christine de Pizan - Marcelin Pleynet - Francis Ponge - Vladimir Pozner - Antoine-François Prévost - Marcel Proust - Sully Prudhomme

## Q
Raymond Queneau - Michel Quoist - Jacques Quétif - Pascal Quignard

## R
Raymond Radiguet - Guillaume Thomas François Raynal - Henri de Régnier - Ernest Renan - Jules Renard - Pierre Rey - Yasmina Reza - Antoine de Rivarol - Georges Rivièr - Alain Robbe-Grillet - Denis Robert - Emmanuel Roblès - Henri-Pierre Roché - Christiane Rochefort (1917-98) - François de La Rochefoucauld - Pierre Drieu La Rochelle - Édouard Rod - Marie-Sabine Roger - Éric Rohmer - Romain Rolland - Jules Romains - Jean-Christophe Rufin -

## S
Markiz de Sade - Françoise Sagan - Antoine de Saint-Exupéry - César Vichard de Saint-Réal - Charles Augustin Sainte-Beuve - X. B. Saintine - Guy Sajer - André Salmon - Albert Samain - George Sand - Victorién Sardou - Nathalie Sarraute (1900-1999) - Jean-Paul Sartre - Alain Satié - Claude Sautet - Paul Scarron - Colombe Schneck - Daniel Schneidermann - Aurélien Scholl - André Schwarz-Bart - Marcel Schwob - Lolita Séchan - Olivier Séchan -  Gérard de Sède - Laurent Seksik - Jorge Semprún (šp. rodu) - Michel Serres - Marie de Sévigné - Florence Seyvos - Joann Sfar - Georges Simenon - Claude Simon - Leïla Slimani - Philippe Sollers - Alain Soral - André Soubiran - Jean-Guy Soumy - Manès Sperber - Germaine de Staël - Stendhal - André Suarès - Eugène Sue -

## T
Valérie Tasso - Tiffany Tavernier - Jean Teulé - Jean-Pierre Thiollet - Chantal Thomas - Louis Tiercelin - Roland Topor? - Olivier Tournut - Michel Tournier - Elsa Triolet (Ella Jurjevna Kagan) - Henri Troyat (Lev Tarasov)

## U
Honoré d'Urfé - Tomi Ungerer -

## V
Roger Vailland - Paul Vaillant-Couturier - Paul Valéry (esejist) - Jules Vallès - Maxence Van der Meersch - Fred Várgas (Frédérique Audoin-Rouzeau) - Jean Vautrin - Vercors (Jean Bruller) - Jules Verne - Pierre Véron - Paul Vialar - Boris Vian - Delphine de Vigan - Robert Vigouroux - Luis de Villefosse - Abel-François Villemain - Roland Villeneuve? (1922-2003) - Vincent Voiture - Vladimir Volkoff - Voltaire - Éric Vuillard

## W
Léon Werth - Anne Wiazemsky - Monique Wittig

## Y
Marguerite Yourcenar - Charles Yriarte -

## Z
Florian Zeller - Alice Zeniter - Emile Zola -